# Llista d'asteroides/159001-159100
| Nom               | Designació provisional | Data de descobriment   | Lloc de descobriment | Descobridor/s    |
| ----------------- | ---------------------- | ---------------------- | -------------------- | ---------------- |
| 159001 -          | 2004 SL41              | 17 de setembre de 2004 | Kitt Peak            | Spacewatch       |
| 159002 -          | 2004 SJ42              | 18 de setembre de 2004 | Socorro              | LINEAR           |
| 159003 -          | 2004 SM50              | 22 de setembre de 2004 | Socorro              | LINEAR           |
| 159004 -          | 2004 SR52              | 21 de setembre de 2004 | Socorro              | LINEAR           |
| 159005 -          | 2004 SA54              | 22 de setembre de 2004 | Socorro              | LINEAR           |
| 159006 -          | 2004 SH54              | 22 de setembre de 2004 | Socorro              | LINEAR           |
| 159007 -          | 2004 TL1               | 4 d'octubre de 2004    | Goodricke-Pigott     | R. A. Tucker     |
| 159008 -          | 2004 TC5               | 4 d'octubre de 2004    | Kitt Peak            | Spacewatch       |
| 159009 -          | 2004 TT7               | 5 d'octubre de 2004    | Haleakala            | NEAT             |
| 159010 -          | 2004 TX7               | 3 d'octubre de 2004    | Goodricke-Pigott     | R. A. Tucker     |
| 159011 Radomyshl  | 2004 TX13              | 7 d'octubre de 2004    | Andrushivka          | Andrushivka      |
| 159012 -          | 2004 TT19              | 13 d'octubre de 2004   | Goodricke-Pigott     | R. A. Tucker     |
| 159013 Kyleturner | 2004 TC21              | 15 d'octubre de 2004   | Needville            | Needville        |
| 159014 -          | 2004 TK24              | 4 d'octubre de 2004    | Kitt Peak            | Spacewatch       |
| 159015 -          | 2004 TV27              | 4 d'octubre de 2004    | Kitt Peak            | Spacewatch       |
| 159016 -          | 2004 TQ28              | 4 d'octubre de 2004    | Kitt Peak            | Spacewatch       |
| 159017 -          | 2004 TY32              | 4 d'octubre de 2004    | Kitt Peak            | Spacewatch       |
| 159018 -          | 2004 TZ35              | 4 d'octubre de 2004    | Kitt Peak            | Spacewatch       |
| 159019 -          | 2004 TF37              | 4 d'octubre de 2004    | Kitt Peak            | Spacewatch       |
| 159020 -          | 2004 TN37              | 4 d'octubre de 2004    | Kitt Peak            | Spacewatch       |
| 159021 -          | 2004 TN40              | 4 d'octubre de 2004    | Kitt Peak            | Spacewatch       |
| 159022 -          | 2004 TP42              | 4 d'octubre de 2004    | Kitt Peak            | Spacewatch       |
| 159023 -          | 2004 TN46              | 4 d'octubre de 2004    | Kitt Peak            | Spacewatch       |
| 159024 -          | 2004 TA47              | 4 d'octubre de 2004    | Kitt Peak            | Spacewatch       |
| 159025 -          | 2004 TQ48              | 4 d'octubre de 2004    | Kitt Peak            | Spacewatch       |
| 159026 -          | 2004 TA54              | 4 d'octubre de 2004    | Kitt Peak            | Spacewatch       |
| 159027 -          | 2004 TH54              | 4 d'octubre de 2004    | Kitt Peak            | Spacewatch       |
| 159028 -          | 2004 TP55              | 4 d'octubre de 2004    | Kitt Peak            | Spacewatch       |
| 159029 -          | 2004 TR55              | 4 d'octubre de 2004    | Kitt Peak            | Spacewatch       |
| 159030 -          | 2004 TS60              | 5 d'octubre de 2004    | Anderson Mesa        | LONEOS           |
| 159031 -          | 2004 TW66              | 5 d'octubre de 2004    | Anderson Mesa        | LONEOS           |
| 159032 -          | 2004 TK67              | 5 d'octubre de 2004    | Anderson Mesa        | LONEOS           |
| 159033 -          | 2004 TP68              | 5 d'octubre de 2004    | Anderson Mesa        | LONEOS           |
| 159034 -          | 2004 TW68              | 5 d'octubre de 2004    | Anderson Mesa        | LONEOS           |
| 159035 -          | 2004 TU74              | 6 d'octubre de 2004    | Kitt Peak            | Spacewatch       |
| 159036 -          | 2004 TO76              | 7 d'octubre de 2004    | Socorro              | LINEAR           |
| 159037 -          | 2004 TH77              | 7 d'octubre de 2004    | Anderson Mesa        | LONEOS           |
| 159038 -          | 2004 TD85              | 5 d'octubre de 2004    | Kitt Peak            | Spacewatch       |
| 159039 -          | 2004 TO93              | 5 d'octubre de 2004    | Kitt Peak            | Spacewatch       |
| 159040 -          | 2004 TB94              | 5 d'octubre de 2004    | Kitt Peak            | Spacewatch       |
| 159041 -          | 2004 TO96              | 5 d'octubre de 2004    | Kitt Peak            | Spacewatch       |
| 159042 -          | 2004 TU97              | 5 d'octubre de 2004    | Kitt Peak            | Spacewatch       |
| 159043 -          | 2004 TW97              | 5 d'octubre de 2004    | Kitt Peak            | Spacewatch       |
| 159044 -          | 2004 TG112             | 7 d'octubre de 2004    | Kitt Peak            | Spacewatch       |
| 159045 -          | 2004 TU115             | 13 d'octubre de 2004   | Goodricke-Pigott     | Goodricke-Pigott |
| 159046 -          | 2004 TZ117             | 5 d'octubre de 2004    | Anderson Mesa        | LONEOS           |
| 159047 -          | 2004 TT120             | 6 d'octubre de 2004    | Palomar              | NEAT             |
| 159048 -          | 2004 TY123             | 7 d'octubre de 2004    | Socorro              | LINEAR           |
| 159049 -          | 2004 TH126             | 7 d'octubre de 2004    | Socorro              | LINEAR           |
| 159050 -          | 2004 TO126             | 7 d'octubre de 2004    | Socorro              | LINEAR           |
| 159051 -          | 2004 TB127             | 7 d'octubre de 2004    | Socorro              | LINEAR           |
| 159052 -          | 2004 TR130             | 7 d'octubre de 2004    | Socorro              | LINEAR           |
| 159053 -          | 2004 TQ133             | 7 d'octubre de 2004    | Anderson Mesa        | LONEOS           |
| 159054 -          | 2004 TW139             | 9 d'octubre de 2004    | Anderson Mesa        | LONEOS           |
| 159055 -          | 2004 TU143             | 4 d'octubre de 2004    | Kitt Peak            | Spacewatch       |
| 159056 -          | 2004 TG144             | 4 d'octubre de 2004    | Kitt Peak            | Spacewatch       |
| 159057 -          | 2004 TL144             | 4 d'octubre de 2004    | Kitt Peak            | Spacewatch       |
| 159058 -          | 2004 TW144             | 4 d'octubre de 2004    | Kitt Peak            | Spacewatch       |
| 159059 -          | 2004 TC146             | 5 d'octubre de 2004    | Kitt Peak            | Spacewatch       |
| 159060 -          | 2004 TQ148             | 6 d'octubre de 2004    | Kitt Peak            | Spacewatch       |
| 159061 -          | 2004 TM151             | 6 d'octubre de 2004    | Kitt Peak            | Spacewatch       |
| 159062 -          | 2004 TO152             | 6 d'octubre de 2004    | Kitt Peak            | Spacewatch       |
| 159063 -          | 2004 TJ168             | 7 d'octubre de 2004    | Socorro              | LINEAR           |
| 159064 -          | 2004 TA171             | 7 d'octubre de 2004    | Socorro              | LINEAR           |
| 159065 -          | 2004 TF171             | 7 d'octubre de 2004    | Socorro              | LINEAR           |
| 159066 -          | 2004 TN177             | 6 d'octubre de 2004    | Kitt Peak            | Spacewatch       |
| 159067 -          | 2004 TH191             | 7 d'octubre de 2004    | Kitt Peak            | Spacewatch       |
| 159068 -          | 2004 TQ192             | 7 d'octubre de 2004    | Kitt Peak            | Spacewatch       |
| 159069 -          | 2004 TD193             | 7 d'octubre de 2004    | Kitt Peak            | Spacewatch       |
| 159070 -          | 2004 TC197             | 7 d'octubre de 2004    | Kitt Peak            | Spacewatch       |
| 159071 -          | 2004 TU197             | 7 d'octubre de 2004    | Kitt Peak            | Spacewatch       |
| 159072 -          | 2004 TM202             | 7 d'octubre de 2004    | Kitt Peak            | Spacewatch       |
| 159073 -          | 2004 TP202             | 7 d'octubre de 2004    | Kitt Peak            | Spacewatch       |
| 159074 -          | 2004 TX204             | 7 d'octubre de 2004    | Kitt Peak            | Spacewatch       |
| 159075 -          | 2004 TO205             | 7 d'octubre de 2004    | Kitt Peak            | Spacewatch       |
| 159076 -          | 2004 TT205             | 7 d'octubre de 2004    | Kitt Peak            | Spacewatch       |
| 159077 -          | 2004 TU206             | 7 d'octubre de 2004    | Kitt Peak            | Spacewatch       |
| 159078 -          | 2004 TM207             | 7 d'octubre de 2004    | Kitt Peak            | Spacewatch       |
| 159079 -          | 2004 TC210             | 8 d'octubre de 2004    | Kitt Peak            | Spacewatch       |
| 159080 -          | 2004 TG223             | 7 d'octubre de 2004    | Socorro              | LINEAR           |
| 159081 -          | 2004 TN224             | 8 d'octubre de 2004    | Kitt Peak            | Spacewatch       |
| 159082 -          | 2004 TU237             | 9 d'octubre de 2004    | Socorro              | LINEAR           |
| 159083 -          | 2004 TY242             | 6 d'octubre de 2004    | Socorro              | LINEAR           |
| 159084 -          | 2004 TK250             | 7 d'octubre de 2004    | Palomar              | NEAT             |
| 159085 -          | 2004 TO256             | 9 d'octubre de 2004    | Kitt Peak            | Spacewatch       |
| 159086 -          | 2004 TG275             | 9 d'octubre de 2004    | Kitt Peak            | Spacewatch       |
| 159087 -          | 2004 TY275             | 9 d'octubre de 2004    | Kitt Peak            | Spacewatch       |
| 159088 -          | 2004 TD282             | 12 d'octubre de 2004   | Anderson Mesa        | LONEOS           |
| 159089 -          | 2004 TO287             | 9 d'octubre de 2004    | Socorro              | LINEAR           |
| 159090 -          | 2004 TD288             | 9 d'octubre de 2004    | Kitt Peak            | Spacewatch       |
| 159091 -          | 2004 TL294             | 10 d'octubre de 2004   | Kitt Peak            | Spacewatch       |
| 159092 -          | 2004 TS294             | 10 d'octubre de 2004   | Kitt Peak            | Spacewatch       |
| 159093 -          | 2004 TB296             | 10 d'octubre de 2004   | Kitt Peak            | Spacewatch       |
| 159094 -          | 2004 TL303             | 9 d'octubre de 2004    | Kitt Peak            | Spacewatch       |
| 159095 -          | 2004 TM317             | 11 d'octubre de 2004   | Kitt Peak            | Spacewatch       |
| 159096 -          | 2004 TO321             | 11 d'octubre de 2004   | Kitt Peak            | Spacewatch       |
| 159097 -          | 2004 TE324             | 11 d'octubre de 2004   | Kitt Peak            | Spacewatch       |
| 159098 -          | 2004 TA333             | 9 d'octubre de 2004    | Kitt Peak            | Spacewatch       |
| 159099 -          | 2004 TH334             | 9 d'octubre de 2004    | Kitt Peak            | Spacewatch       |
| 159100 -          | 2004 TU349             | 9 d'octubre de 2004    | Kitt Peak            | Spacewatch       |